# Sorocea sarcocarpa
Sorocea sarcocarpa là một loài thực vật thuộc họ Moraceae. Đây là loài đặc hữu của Ecuador.